# Terrorismo islamista en Europa
El terrorismo islamista en Europa refiere a los actos de terrorismo perpetrados en suelo europeo por individuos, conocidos como lobos solitarios, o grupos que afirman actuar en nombre de la yihad, entendida como una lucha armada de carácter religioso. Estos ataques suelen estar vinculados o inspirados por organizaciones yihadistas como Al-Qaeda, el Estado Islámico (ISIS) y sus filiales. El terrorismo islamista ha tenido un impacto importante en la seguridad, la política y la sociedad de varios países europeos desde finales del siglo XX.

## Orígenes y causas
El terrorismo islamista en Europa tiene sus raíces en una combinación de factores internacionales, políticos e ideológicos desarrollados a lo largo de la última década del siglo XX.

### Influencia de conflictos internacionales
El nacimiento de este terrorismo fue influenciado por diversos conflictos en países de mayoría musulmana. La guerra de Afganistán en 1978, en la que miles de voluntarios musulmanes participaron en la lucha contra la ocupación soviética, fue determinante en la conformación de redes yihadistas como Al-Qaeda. Asimismo, la guerra civil argelina provocó una ola de violencia exportada, especialmente a Francia, como represalia por el apoyo de los gobiernos europeos al régimen argelino. 
Los atentados del 11 de septiembre de 2001 y por consecuente la posterior guerra contra el terrorismo, representaron un punto de inflexión en la amenaza del terrorismo islamista. Al-Qaeda y el Estado Islámico le declararon la guerra a Estados Unidos y a todos los países que participasen en la campaña militar contra el terrorismo en el Medio Oriente. La amenaza del terrorismo islamista se vio fuertemente intensificada y adquirió un carácter global. Europa se convirtió en un blanco directo para el yihadismo. La Unión Europea reforzó su cooperación antiterrorista y adoptó nuevas políticas de seguridad.
Más tarde, la invasión de Irak en el año 2003, apoyada por varios países europeos, también fue utilizada como justificación para perpetrar atentados en territorio europeo.

### Radicalización interna
A partir del año 2000, el terrorismo dejó de ser exclusivamente importado y comenzó a surgir dentro de las propias comunidades europeas. Muchos jóvenes musulmanes fueron influenciados por predicadores extremistas - tanto en mezquitas como a través de internet - y adoptaron la ideología yihadista como método de reivindicación personal. Esta radicalización suele producirse a través de las redes sociales, contactos personales, predicadores extremistas o en entornos como las cárceles. Algunos de los implicados en atentados eran conocidos por las autoridades, pero no eran considerados suficientemente peligrosos para detenerlos.

### Otros factores
Además de los factores inmediatos que explican atentados concretos, el terrorismo islamista en Europa también responde a una serie de causas estructurales y duraderas.

#### Ideología islamista radical
Unas de las principales bases ideológicas del terrorismo islamista es la creencia en la necesidad de establecer un Estado gobernado por la sharía (ley islámica), considerado por los extremistas como el único sistema legítimo, y a su vez un califato mundial. Este cuerpo de derecho, considera ilegítimos tanto los Estados democráticos occidentales como los regímenes musulmanes que no aplican estrictamente la ley islámica. Los grupos islamistas radicales ven la yihad no solo como una lucha espiritual, sino también como una lucha armada para imponer sus objetivos.

#### Oposición a la cultura occidental
El terrorismo islamista también se alimenta de un profundo rechazo hacia los valores, costumbres e instituciones del mundo occidental. Este rechazo incluye la crítica al secularismo, la libertad individual, la igualdad de género y otros principios que se perciben como opuestos al islam "auténtico". Los grupos extremistas suelen considerar que la modernidad occidental es una amenaza a la identidad islámica y un instrumento de decadencia moral. Este discurso se ve reforzado por la percepción de una hegemonía cultural y económica de Occidente sobre los países musulmanes.

#### Resentimiento por las políticas exteriores de Occidente
Otra causa fundamental es el resentimiento acumulado por las políticas exteriores de Estados Unidos y varios países europeos en el mundo musulmán. Entre las críticas recurrentes se encuentran las intervenciones militares en Irak, Afganistán, Libia y Siria y el respaldo a Israel en el conflicto palestino-israelí. Para muchos radicales, estas acciones son vistas como agresiones contra el islam, lo que contribuye a una narrativa de victimización que justifica la violencia en forma de represalia o "defensa".

#### Búsqueda de identidad
En Europa, muchos de los individuos radicalizados son jóvenes nacidos o criados en contextos de exclusión social, discriminación, desempleo o pérdida de referentes culturales. En ese marco, el extremismo ofrece una identidad clara, un grupo de pertenencia y un propósito trascendente. El discurso yihadista se presenta como una solución a las crisis personales o existenciales, al prometer dignidad, sentido de comunidad y la idea de luchar por una causa mayor. Esta dimensión psicológica y social ha sido ampliamente estudiada por programas de prevención de la radicalización en Europa.

## Ataques

### Métodos y modus operandi
Los atentados han variado desde explosivos hasta ataques con armas blancas, vehículos, armas de fuego o atentados suicidas. Los más frecuentes incluyen:
- Explosivos: bombas caseras o cinturones explosivos, como en Madrid (2004), Londres (2005) y Bruselas (2016).
- Armas automáticas: fusiles de asalto como los usados en París (2015) y en el ataque al semanario Charlie Hebdo (2015).
- Vehículos como arma: embestidas contra multitudes, como en Niza (2016), Berlín (2016), Estocolmo (2017) y Londres (varias veces).
- Armas blancas: cuchillos o machetes, especialmente en ataques de "lobos solitarios" o improvisados (Ejemplo: atentados en Londres en 2017 y 2019).

- Inmolaciones: ataques suicidas con cinturones explosivos, como en París y Mánchester.

En los últimos años, los métodos han tendido a ser más rudimentarios, debido al refuerzo de las medidas de seguridad y la dificultad de acceso a explosivos. Han adoptado diversas formas, en términos de organización. A lo largo del tiempo, se han registrado atentados de gran escala, acciones individuales (lobos solitarios) y atentados espontáneos.

### Tipos de perpetradores
Los autores de estos ataques suelen ser ciudadanos europeos o residentes de larga duración o refugiados, en algunos casos radicalizados localmente o mediante contactos en línea con redes yihadistas. Los perfiles de los atacantes varían, pero se pueden agrupar en tres grandes categorías: 
- Células estructuradas y entrenadas: con vínculos directos con organizaciones como Al Qaeda o el Estado Islámico. Suelen operar de forma coordinada y planificada desde el exterior. Ejemplo: París (2015).

- Radicalizados locales (homegrown terrorists): ciudadanos o residentes europeos que se radicalizan en sus países de origen. A menudo, reciben adoctrinamiento en línea o en redes locales. Ejemplo: Londres (2005).

- Lobos solitarios: individuos que actúan por cuenta propia, sin conexión orgánica con una red, pero inspirados por propaganda extremista.[4] Suelen emplear vehículos, cuchillos o armas de fuego. Ejemplo: Bruselas (2023)

En ciertos casos, los perpetradores eran conocidos por los servicios de Inteligencia europeos o habían mostrado señales previas de radicalización, pero no existía evidencia suficiente para detenerlos.

### Atentados
| Fecha                               | País/Región                       | Incidente                                           | Bajas civiles                | Autor                                 |
| ----------------------------------- | --------------------------------- | --------------------------------------------------- | ---------------------------- | ------------------------------------- |
| 24-26 de diciembre de 1994          | Marignane, Francia                | Vuelo 8969 de Air France                            | 3 asesinados, 25 heridos     | Grupo Islámico Armado                 |
| 25 de julio - 17 de octubre de 1995 | Francia                           | Atentados de Francia de 1995                        | 8 asesinados, 157 heridos    | Grupo Islámico Armado                 |
| 15-20 de noviembre de 2003          | Estambul, Turquía                 | Atentados de Estambul de 2003                       | 58 asesinados, +750 heridos  | Frente Islámico del Gran Oriente      |
| 11 de marzo de 2004                 | Madrid, España                    | Atentados del 11 de marzo de 2004                   | 193 asesinados, 2057 heridos | Al-Qaeda                              |
| 2 de noviembre de 2004              | Ámsterdam, Países Bajos           | Asesinato de Theo van Gogh                          | 1 asesinado, 2 heridos       | Mohammed Bouyeri                      |
| 7 de julio de 2005                  | Londres, Reino Unido              | Atentados del 7 de julio en Londres                 | 52 asesinados, 784 heridos   | Al-Qaeda                              |
| 30 de junio de 2007                 | Glasgow, Reino Unido              | Atentado al Aeropuerto Internacional de Glasgow     | 0 asesinados, 5 heridos      | Bilal Abdullah y Kafeel Ahmed         |
| 12 de octubre de 2009               | Milán, Italia                     | Atentado de Milán de 2009                           | 0 asesinados, 2 heridos      | Mohamed Game                          |
| 1 de enero de 2010                  | Copenhague, Dinamarca             | Intento de Asesinato a Kurt Westergaard             | Ninguna                      | al-Shabaab                            |
| 11 de diciembre de 2010             | Estocolmo, Suecia                 | Atentados de Estocolmo de 2010                      | 2 heridos                    | Taimour Abdulwahab al-Abdaly          |
| 2 de marzo de 2011                  | Frankfurt, Alemania               | Atentado al aeropuerto de Frankfurt                 | 2 asesinados, 2 heridos      | Arid Uka                              |
| 11-22 de marzo de 2012              | Francia                           | Tiroteos de Montauban-Toulouse                      | 7 asesinados, 5 heridos      | Mohammed Merah                        |
| 19 de septiembre de 2012            | París, Francia                    | Atentado a Mercado judío                            | 1 herido                     | Estado Islámico                       |
| 22 de mayo de 2013                  | Londres, Reino Unido              | Asesinato de Lee Rigby                              | 1 asesinado                  | Michael Adebolajo y Michael Adebowale |
| 25 de mayo de 2013                  | La Defensé,Francia                | Intento de asesinato de militar francés             | 1 herido                     | Alexandre Dhaussy                     |
| 24 de mayo de 2014                  | Bruselas, Bélgica                 | Atentado al Museo Judío de Bélgica                  | 4 asesinados                 | Mehdi Nemmouche                       |
| 20 de diciembre de 2014             | Joué-les-Tours,Francia            | Atentado a la estación de policía de Tours          | 3 heridos                    | Estado Islámico                       |
| 21 de diciembre de 2014             | Dijon, Francia                    | Atentado de Dijon                                   | 11 heridos                   | Lobo solitario                        |
| 7 de enero de 2015                  | París, Francia                    | Atentado contra Charlie Hebdo                       | 12 asesinados, 11 heridos    | Al-Qaeda                              |
| 8-9 de enero de 2015                | Francia                           | Atentados de Francia de enero de 2015               | 5 asesinados, 11 heridos     | Al-Qaeda                              |
| 3 de febrero de 2015                | Niza, Francia                     | Atentado de Niza de 2015                            | 2 heridos                    | Moussa Coulibaly                      |
| 14-15 de febrero de 2015            | Copenhague, Dinamarca             | Atentados de Copenhague de 2015                     | 2 asesinados, 6 heridos      | Omar Abdel Hamid Al Hussein           |
| 26 de junio de 2015                 | Saint-Quentin-Fallavier, Francia  | Atentado de Saint-Quentin-Fallavier                 | 1 asesinado, 2 heridos       | Estado Islámico                       |
| 21 de agosto de 2015                | Paso de Calais,Francia            | Atentado al tren Thalys                             | 3 heridos                    | Ayoub El Khazzani                     |
| 17 de septiembre de 2015            | Berlín, Alemania                  | Intento de asesinato a oficial de policía           | 1 herido                     | Rafik Yousef                          |
| 13 de noviembre de 2015             | París, Francia                    | Atentados de París de noviembre de 2015             | 137 asesinados, 413 heridos  | Estado Islámico                       |
| 7 de enero de 2016                  | París, Francia                    | Ataque en París de enero de 2016                    | 1 herido                     | Estado Islámico                       |
| 11 de enero de 2016                 | Marsella, Francia                 | -                                                   | 1 herido                     | Estado Islámico                       |
| 12 de enero de 2016                 | Estambul, Turquía                 | Atentado de Estambul de enero de 2016               | 10 asesinados, 15 heridos    | Estado Islámico                       |
| 22 de marzo de 2016                 | Bruselas, Bélgica                 | Atentados de Bruselas de 2016                       | 32 asesinados, 340 heridos   | Estado Islámico                       |
| 13 de junio de 2016                 | Magnanville, Francia              | Atentado de Magnanville                             | 2 asesinados                 | Estado Islámico                       |
| 28 de junio de 2016                 | Estambul, Turquía                 | Atentado al Aeropuerto Internacional Atatürk        | 42 asesinados, 239 heridos   | Estado Islámico                       |
| 14 de julio de 2016                 | Niza, Francia                     | Atentado de Niza de 2016                            | 86 asesinados, 458 heridos   | Estado Islámico                       |
| 18 de julio de 2016                 | Würzburg, Alemania                | Atentado en el tren a Wurzburgo                     | 5 heridos                    | Estado Islámico                       |
| 24 de julio de 2016                 | Ansbach, Alemania                 | Atentado de Ansbach                                 | 15 heridos                   | Estado Islámico                       |
| 26 de julio de 2016                 | Saint-Étienne-du-Rouvray, Francia | Atentado de iglesia de Saint-Étienne-du-Rouvray     | 1 asesinado, 1 herido        | Estado Islámico                       |
| 6 de agosto de 2016                 | Charleroi, Bélgica                | Ataque en Charleroi de 2016                         | 2 heridos                    | Estado Islámico                       |
| 17 de agosto de 2016                | Moscú, Rusia                      | Atentado en la autopista Shchelkovo                 | 1 asesinado, 1 herido        | Estado Islámico                       |
| 5 de octubre de 2016                | Bruselas, Bélgica                 | Ataque de Bruselas de 2016                          | 3 heridos                    | Hicham Diop                           |
| 19 de diciembre de 2016             | Berlín, Alemania                  | Atentado de Berlín de 2016                          | 13 asesinados, 56 heridos    | Estado Islámico                       |
| 1 de enero de 2017                  | Estambul, Turquía                 | Atentado de Estambul de 2017                        | 39 asesinados, 79 heridos    | Estado Islámico                       |
| 22 de marzo de 2017                 | Londres, Reino Unido              | Atentado de Westminster de 2017                     | 5 asesinados, 48 heridos     | Khalid Masood                         |
| 3 de abril de 2017                  | San Petersburgo, Rusia            | Atentado al metro de San Petersburgo                | 15 asesinados, 64 heridos    | Al-Qaeda                              |
| 7 de abril de 2017                  | Estocolmo, Suecia                 | Atentado de Estocolmo de 2017                       | 5 asesinados, 14 heridos     | Estado Islámico                       |
| 20 de abril de 2017                 | París, Francia                    | Atentado de París de 2017                           | 1 asesinado, 3 heridos       | Estado Islámico                       |
| 22 de mayo de 2017                  | Mánchester, Reino Unido           | Atentado de Mánchester de 2017                      | 22 asesinados, 116 heridos   | Salman Ramadan Abedi                  |
| 3 de junio de 2017                  | Londres, Reino Unido              | Atentado de Londres de junio de 2017                | 8 asesinados, 48 heridos     | Estado Islámico                       |
| 6 de junio de 2017                  | París, Francia                    | Atentado a Notre Dame                               | 1 herido                     | Estado Islámico                       |
| 19 de junio de 2017                 | París, Francia                    | Atentado de Champs-Élysées                          | Ninguna                      | Djaziri Adam Lotfi                    |
| 20 de junio de 2017                 | Bruselas, Bélgica                 | Atentado de Bruselas de 2017                        | Ninguna                      | Oussama Zariouh                       |
| 28 de julio de 2017                 | Hamburgo, Alemania                | Atentado de Hamburgo de 2017                        | 1 asesinado, 6 heridos       | Ahmad Alhaw                           |
| 9 de agosto de 2017                 | Levallois-Perret, Francia         | Atentado a militares de París de 2017               | 6 heridos                    | Hammou B.                             |
| 17 de agosto de 2017                | Barcelona, España                 | Atentado a Las Ramblas                              | 15 asesinados, 131 heridos   | Estado Islámico                       |
| 18 de agosto de 2017                | Cambrils, España                  | Atentado de Cambrils                                | 1 asesinado, 6 heridos       | Estado Islámico                       |
| 18 de agosto de 2017                | Turku, Finlandia                  | Atentado de Turku de 2017                           | 2 asesinados, 8 heridos      | Estado Islámico                       |
| 25 de agosto de 2017                | Bruselas, Bélgica                 | Ataque a militares de Bruselas                      | 1 herido                     | Haashi Ayaanle                        |
| 15 de septiembre de 2017            | Londres, Reino Unido              | Atentado de la estación de Parsons Green de 2017    | 30 heridos                   | Ahmed Hassan                          |
| 1 de octubre de 2017                | Marsella, Francia                 | Atentado de Marsella de 2017                        | 2 asesinados                 | Estado Islámico                       |
| 23 de marzo de 2018                 | Aude, Francia                     | Atentados de Carcasona y Trebes de 2018             | 4 asesinados, 15 heridos     | Estado Islámico                       |
| 12 de mayo de 2018                  | París, Francia                    | Atentado de París de 2018                           | 1 asesinados, 4 heridos      | Estado Islámico                       |
| 29 de mayo de 2018                  | Lieja, Bélgica                    | Atentado de Lieja de 2018                           | 3 asesinados, 4 heridos      | Benjamin Herman                       |
| 31 de agosto de 2018                | Ámsterdam, Países Bajos           | Atentado en la estación Central de Ámsterdam        | 2 heridos                    | Jawed S.                              |
| 11 de diciembre de 2018             | Estrasburgo, Francia              | Atentado de Estrasburgo de 2018                     | 5 asesinados, 11 heridos     | Chérif Chekatt                        |
| 31 de diciembre de 2018             | Mánchester, Reino Unido           | Atentado de Mánchester de 2018                      | 3 heridos                    | Mahdi Mohamud                         |
| 18 de marzo de 2019                 | Utrecht, Países Bajos             | Atentado de Utrecht de 2019                         | 4 asesinados, 2 heridos      | Gökmen Tanis                          |
| 24 de mayo de 2019                  | Lyon, Francia                     | Atentado de Lyon de 2019                            | 13 heridos                   | Estado Islámico                       |
| 3 de octubre de 2019                | París, Francia                    | Atentado de la jefatura de policía de París de 2019 | 4 asesinados, 2 heridos      | Estado Islámico                       |
| 29 de noviembre de 2019             | Londres, Reino Unido              | Atentado de Londres de 2019                         | 2 asesinados, 3 heridos      | Estado Islámico                       |
| 2 de febrero de 2020                | Londres, Reino Unido              | Atentado de Londres de 2020                         | 2 heridos                    | Estado Islámico                       |
| 4 de abril de 2020                  | Romans-sur-Isère, Francia         | Atentado de Romans-sur-Isère                        | 2 asesinados, 5 heridos      | Abdallah Ahmed-Osman                  |
| 20 de junio de 2020                 | Reading, Reino Unido              | Atentado de Reading                                 | 3 asesinados, 3 heridos      | Estado Islámico                       |
| 25 de septiembre de 2020            | París, Francia                    | Atentado de París de 2020                           | 2 heridos                    | Zaheer Hassan Mehmood                 |
| 4 de octubre de 2020                | Dresde, Alemania                  | Atentado de Dresde de 2020                          | 1 asesinado, 1 herido        | Estado Islámico                       |
| 16 de octubre de 2020               | Isla de Francia, Francia          | Asesinato de Samuel Paty                            | 1 asesinado                  | Abdoullakh Anzorov                    |
| 29 de octubre de 2020               | Niza, Francia                     | Atentado de Niza de 2020                            | 3 asesinados                 | Brahim Aouissaoui                     |
| 2 de noviembre de 2020              | Viena, Austria                    | Atentado de Viena de 2020                           | 4 asesinados, 23 heridos     | Estado Islámico                       |
| 23 de abril de 2021                 | Rambouillet, Francia              | Atentado de Rambouillet                             | 1 asesinado                  | Jamel Gorchene                        |
| 25 de junio de 2021                 | Wurzburgo, Alemania               | Atentado de Wurzburgo de 2021                       | 3 asesinados, 5 heridos      | Lobo solitario                        |
| 13 de octubre de 2021               | Kongsberg, Noruega                | Atentado de Kongsberg                               | 5 asesinados, 3 heridos      | Espen Andersen Brathen                |
| 15 de octubre de 2021               | Essex, Reino Unido                | Asesinato de David Amess                            | 1 asesinado                  | Estado Islámico                       |
| 14 de noviembre de 2021             | Liverpool, Reino Unido            | Atentado suicida en Liverpool                       | 1 herido                     | Emad Al Swewalmeen                    |
| 25 de enero de 2023                 | Algeciras, España                 | Atentado de Algeciras                               | 1 asesinado, 4 heridos       | Yassin Kanza                          |
| 13 de octubre de 2023               | Alta Francia, Francia             | Atentado a la escuela de Arras                      | 1 asesinado, 3 heridos       | Estado Islámico                       |
| 16 de octubre de 2023               | Bruselas, Bélgica                 | Atentado de Bruselas de 2023                        | 2 asesinados, 1 herido       | Estado Islámico                       |
| 2 de diciembre de 2023              | París, Francia                    | Atentado de París de 2023                           | 1 asesinado, 2 heridos       | Estado Islámico                       |
| 28 de enero de 2024                 | Estambul, Turquía                 | Atentado a la iglesia de Santa María                | 1 asesinado, 1 herido        | Estado Islámico                       |
| 22 de marzo de 2024                 | Moscú, Rusia                      | Atentado del Crocus City Hall                       | 142 asesinados, 551 heridos  | Estado Islámico                       |
| 31 de mayo de 2024                  | Mannheim, Alemania                | Atentado de Mannheim de 2024                        | 1 asesinado, 5 heridos       | Estado Islámico                       |
| 23 de agosto de 2024                | Solingen, Alemania                | Atentado de Solingen de 2024                        | 3 asesinados, 8 heridos      | Estado Islámico                       |
| 5 de septiembre de 2024             | Múnich, Alemania                  | Tiroteo en el Consulado israelí en Múnich           | Ninguna                      | Estado Islámico                       |
| 19 de septiembre de 2024            | Róterdam, Países Bajos            | Atentado con cuchillo de Róterdam                   | 1 asesinado, 1 herido        | Lobo solitario                        |
| 13 de febrero de 2025               | Múnich, Alemania                  | Atentado de Múnich de 2025                          | 2 asesinado, 37 heridos      | Farhad Noori                          |
| 15 de febrero de 2025               | Villach, Austria                  | Atentado de Villach de 2025                         | 1 asesinado, 5 heridos       | Estado Islámico                       |
| 23 de febrero de 2025               | Mulhouse, Francia                 | Atentado de Mulhouse                                | 1 asesinado, 2 heridos       | Lobo solitario                        |

En total, al menos 7671 personas han sido víctimas del terrorismo islamista en Europa. De ellas, 989 fueron asesinadas y 6682 fueron heridas.

### Atentados frustrados
| Fecha                  | País/región             | Incidente                           | Detalles |
| ---------------------- | ----------------------- | ----------------------------------- | --- |
| 29 de junio de 2007    | Londres, Reino Unido    | Coches bomba en Londres de 2007     | Dos coches bomba fueron descubiertos y desactivados por oficiales de explosivos de la Policía Metropolitana de Londres. El primer coche bomba fue reportado a la policía pasada la medianoche por el personal en puerta de una discoteca en Haymarket, después de notar gases sospechosos provenientes del vehículo. El vehículo contenía 60 litros de gasolina, tanques de gas, clavos y su método de activación era un celular. Según Sky News, los tanques de gas contenían propano. El segundo coche se cree que fue dejado alrededor de la misma hora y en un lugar cercano al primero. Recibió una multa y una hora después, a las 3:30 de la madrugada, fue transportado a un depósito de vehículos. Sin embargo, lo dejaron en la calle después de oler gasolina y alertaron a la policía al enterarse del incidente del primer coche en Haymarket. Los dos terroristas identificados detrás de estos sucesos, fueron los mismos que los del atentado al Aeropuerto Internacional de Glasgow, un día después. |
| 17 de agosto de 2017   | Cataluña, España        | Atentados de Cataluña de 2017       | El objetivo original de los autores de los atentados de Cataluña, era explotar la Sagrada Familia y el Camp Nou con furgonetas bomba cargadas con peróxido de acetona (también conocido como "Madre de Satán" por sus efectos devastadores). Sin embargo, debido a la explosión accidental de su base de operaciones en Alcanar donde se encontraban fabricando los explosivos, sus planes cambiaron y tuvieron que improvisar los atentados en Barcelona y Cambrils. |
| 8-10 de agosto de 2024 | Viena, Austria          | Complot terrorista de Viena de 2024 | Los servicios de inteligencia estadounidenses descubrieron la preparación en curso de un atentado terrorista en tres de los conciertos que iban a tener lugar en Austria del Eras Tour, el sexto tour internacional de Taylor Swift. Tras dar aviso a Europol y las autoridades austríacas, tres hombres menores de 20 años fueron detenidos por la policía federal austríaca y EKO Cobra. Los tres fueron radicalizados por Telegram por propaganda yihadista y juraron lealtad al Estado Islámico. En la vivienda de uno de ellos, se encontraron armas blancas, machetes, temporizadores, precursores de explosivos, esteroides, decenas de miles de euros falsos, propaganda yihadista, sustancias químicas, productos químicos explosivos y un coche con sirena policial para inmolarse en el concierto. Según la confesión de uno de los sospechosos, su objetivo era asesinar dentro y fuera del concierto "al mayor número de personas posible" al conducir un coche contra la multitud antes de usar explosivos, cuchillos y machetes. Se esperaba la asistencia de más de 200.000 personas a los espectáculos. |
| 6 de noviembre de 2024 | Elmshorn, Alemania      | -                                   | El 6 de noviembre en la ciudad de Elmshorn, la policía detuvo a un adolescente de 17 años acusado de planear un atentado terrorista. Según la fiscalía, el joven estaba altamente radicalizado por propaganda extremista islamista. Si bien no era claro el objetivo concreto del acusado, el ataque estaba dirigido a una gran multitud de personas y estaba decidido a atentar contra los "infieles". |
| 3 de mayo de 2025      | Inglaterra, Reino Unido | -                                   | El MI5 descubrió y frustró un atentado terrorista en suelo inglés a solamente horas de su concreción. La policía británica realizó una operación de contraterrorismo en la que detuvieron a 5 hombres, 4 de ellos de nacionalidad iraní. Otros 3 hombres, también iraníes, fueron detenidos en Londres en otra operación por separado. Ambas investigaciones no están vinculadas y son investigadas por separado. El objetivo del ataque es incierto, aunque algunos medios británicos señalan a sinagogas o alguna comunidad judía. |

## Respuesta de las autoridades
Tras el auge del terrorismo desde comienzos del siglo XXI, los países europeos han desarrollado una amplia gama de medidas para prevenir, contener y responder al terrorismo islamista. Estas respuestas se han dado tanto a nivel nacional como en el marco de la cooperación internacional. 
Se ha incrementado la vigilancia sobre personas en riesgo de radicalización, reforzado los servicios de inteligencia con mayores recursos técnicos y humanos, establecido la coordinación entre países mediante organismos como Europol, Interpol y el Centro Europeo de Lucha contra el Terrorismo (ECTC) y controles fronterizos más estrictos, especialmente tras los atentados de París y Bruselas.
Asimismo, se han introducido nuevas leyes antiterroristas que han ampliado las facultades de la policía y la justicia para intervenir comunicaciones, detener sospechosos y disolver organizaciones extremistas. En algunos países, se ha introducido la retirada de nacionalidad para personas implicadas en actividades terroristas. Se ha penalizado la glorificación del terrorismo y la difusión de propaganda yihadista.

### Medidas de prevención y desradicalización
Junto con la respuesta represiva, muchos Estados europeos han desarrollado estrategias de prevención centradas en la lucha contra la radicalización violenta.
Se introdujeron programas educativos y comunitarios con iniciativas en escuelas y comunidades para fomentar la tolerancia y la integración, el apoyo a líderes religiosos moderados que promueven interpretaciones no violentas del islam y espacios seguros para jóvenes en riesgo de exclusión.
Se apostó a la intervención temprana, con equipos multidisciplinarios (psicólogos, trabajadores sociales, policías) que trabajan con personas vulnerables a la radicalización. También se crearon líneas telefónicas anónimas para que familiares o allegados puedan denunciar señales de radicalización.
Algunos países (como Dinamarca y Alemania) han implementado programas de reinserción para exradicalizados, que incluyen apoyo psicológico, educativo y laboral.

## Impacto social y político
El terrorismo islamista ha tenido un profundo impacto en la sociedad europea en varias dimensiones:

### Impacto social
- Aumento de la islamofobia y estigmatización de comunidades musulmanas, especialmente tras grandes atentados.[20]

- Crecimiento de movimientos populistas y de extrema derecha que asocian inmigración con terrorismo.[21]

- Desconfianza hacia el multiculturalismo y políticas de integración.

- Rechazo a las leyes de asilo y a los refugiados.[22]

### Impacto político
- Reestructuración de agencias de seguridad.[23]

- Uso del terrorismo como tema central en campañas electorales.[24]

## Francia
En mayo de 2025 se reveló un informe de los servicios de Inteligencia franceses presentado el 5 de marzo del mismo año a la Comisión de Asuntos Culturales y de la Educación de la Asamblea Nacional francesa, por el director de la Dirección Nacional de Inteligencia Territorial, Bertrand Chamoulaud. Este informe señala al islamismo radical, más específicamente a los Hermanos Musulmanes, considerada una organización terrorista islamista por diversos países, como una amenaza a la cohesión social y a las instituciones de la República. Musulmanes de Francia, es identificada como la rama nacional de los Hermanos Musulmanes. Se menciona la infiltración del islamismo político en el deporte, la cultura y la sociedad y su expansión en Francia y la Unión Europea, debido a la pérdida de su protagonismo en el mundo árabe-musulmán y su auge en Europa. 
Según este informe, no hay documentos que demuestren la voluntad de los musulmanes de establecer un Estado islámico en Francia. Según el ministro del Interior, Bruno Retailleau, el objetivo de la infiltración islamista es someter a la sociedad francesa bajo la sharía.

## Críticas y controversias
La cobertura mediática del terrorismo islamista y las políticas asociadas han sido objeto de críticas por alimentar la islamofobia, estigmatizar a comunidades musulmanas y favorecer narrativas polarizantes.